# Водяное (Широковский район)
Водяное (укр. Водяне) — село,
Степовой сельский совет,
Широковский район,
Днепропетровская область,
Украина.
Код КОАТУУ — 1225885902. Население по переписи 2001 года составляло 610 человек .

## Географическое положение
Село Водяное находится на расстоянии в 1,5 км от села Кряжевое и в 2,5 км от сёл Пологи и Александровка.
Вокруг села много ирригационных каналов.
Рядом проходит автомобильная дорога Т-0411.

## Объекты социальной сферы
- Фельдшерско-акушерский пункт.